# أيه بي سي دي: أي شخص يستطيع الرقص (فلم هندي 2013)
أيه بي سي دي: أي شخص يستطيع الرقص (بالإنجليزية: ABCD: Anybody Can Dance) هو فيلم درامي رقص باللغة الهندية عام 2013 من إخراج وتصميم الرقصات ريمو ديسوزا وإنتاج روني سكروفالا وسيدهارث روي كابور تحت إشراف يو تي في مويشن بيكتشرز. الفيلم من بطولة برابهو ديفا في الدور الرئيسي إلى جانب غانيش أشاريا وكاي كاي مينون. يظهر المشاركون في برنامج دانس إنديا دانس في أدوار داعمة. إلى جانب الإصدارات المدبلجة باللغتين التاميلية والتيلجو بعنوان رقصة شيناثا للأولاد من آدامالام وABCD على التوالي، تم إنتاج الفيلم بميزانية تتراوح بين 120 مليون روبية هندية. مليون وتم إصدار الفيلم الذي حقق مبيعات بلغت 1.2 مليون دولار،  في جميع أنحاء العالم بتقنية ثلاثية الأبعاد في 8 فبراير 2013، وتلقى مراجعات إيجابية في الغالب من النقاد.
تم إصدار تكملة للفيلم، ABCD 2 في 19 يونيو 2015.

## الحبكة
فيشنو، مصمم الرقصات في شركة جيهانجير للرقص (JDC)، يترك وظيفته بعد خلاف مع صديقه ومديره جيهانجير خان. يراقب فيشنو العديد من تلاميذ جوبي. وعلى الرغم من موهبتهم الخام، فإنهم يفتقرون إلى الانضباط المطلوب ليصبحوا راقصين جادين. ويبرهنون على ذلك بطريقة كارثية في مناسبة محلية لأحد الساسة. بعد أن شهد الشباب يظهرون مهاراتهم في الرقص، قرر فيشنو أن يبدأ مجموعة رقص خاصة به - ثورة رقصة دونغري (DDR) - معهم، في نهاية المطاف لإعدادهم للتنافس في رقصة ديل سي. ومع ذلك، فإن التنافس بين الفصيلين في المجموعة بقيادة دي وروكي يؤدي إلى العديد من القضايا. في البداية كان روكي وعصابته فقط على استعداد لحضور الدروس المجانية، لكن سرعان ما ينجذب دي وأصدقاؤه نحو الاستوديو.
وسرعان ما ينضم إليهم شاندو، وهو رجل مضطرب لكنه موهوب يعاني من إدمان المخدرات، وشاينا، وهي راقصة في أحد البارات، وريا، وهي امرأة غربية كانت راقصة نجمة في JDC ولكنها غادرت بعد أن اعتدى عليها جيهانجير جنسياً خلال "درس خاص". تصبح ريا على الفور النجمة الجديدة للمجموعة. على الرغم من أن الطلاب متشككون في البداية بشأن شاينا بسبب مهنتها، إلا أن شاندو يدافع عنها أمام الفصل. سرعان ما وقع الزوجان في حب بعضهما البعض.
تستمر العصابتان في الاشتباك، مما يدفع فيشنو إلى نهاية ذكائه. ومع ذلك، يبدو أن الطلاب يتحسنون، وكمكافأة، يمنحهم المال لشراء مكبرات صوت جديدة. كادوا أن يخسروا كل شيء عندما أخذتهم ريا إلى نادي الرقص حيث تحدوا الأبطال المقيمين. يصل فيشنو في اللحظة الأخيرة ويسترد الأموال. فيشنو غاضب، لكنه يسامحهم. يعودون إلى الفصل الدراسي بمزيد من الانضباط والحماس، ولكن فجأة يتم طردهم إلى الشارع بعد أن اتصل والد D بالشرطة. يشتكي المجتمع من أن أطفالهم لا ينبغي أن يضيعوا وقتهم في الرقص. يقومون بأداء رقصة مرتجلة لإقناع عائلاتهم بموهبتهم. ومع ذلك، يرفض والد دي المحافظ قبول رغبة ابنه في أن يكون راقصًا.
يتوجه الطاقم إلى رقصة ديل سي وإجراء الاختبار. يحاول جيهانجير إذلال فيشنو علنًا، فيقنع القضاة باعتبار طاقم DDR "مهرجي العرض". يطلب فيشنو من روكي ودي القيام بخطوة تتطلب الثقة المتبادلة، لكنهما لا يستطيعان حشد هذه الثقة. ثم يقول فيشنو أنه إذا لم يتمكن الاثنان من القيام بهذه الخطوة، فلن يُسمح لأي من الراقصين بالعودة إلى المنزل. يتمكن دي من إتمام حركته بنجاح مع روكي، ويبدأ الفصيلان في الثقة ببعضهما البعض.
قبل الدور نصف النهائي، يستعد شاندو لطلب الزواج من شاينا، لكنه يلتقي بتاجر المخدرات القديم في الشارع. يرفض العودة إلى ذلك العالم، لكن التاجر الغاضب يرمي الخاتم المخصص لشاينا عليه. عندما استعادها شاندو، صدمته شاحنة وقتلته، مما ترك الفريق مدمرًا. تصبح شاينا محور الاهتمام في الدور نصف النهائي للفريق. يتجمع الفريق والمجتمع معًا لحرق جثمان شاندو، وتقرر DDR الاستمرار في المنافسة في ذكرى شاندو. مايور، أحد الممثلين في جمهورية ألمانيا الديمقراطية، يميل إلى قبول عرض جيهانجير للقيام بدور رئيسي في JDC، فيقدم المعلومات إلى JDC. في مواجهة الخسارة، يبتكر DDR روتينًا جديدًا على الفور، يعتمد على اللورد غانيشا. إن أدائهم الصادق والعفوي يذكّر جيهانجير بصداقته القديمة مع فيشنو ولماذا بدأوا JDC في المقام الأول ويتواضع. تم مكافأة طاقم DDR بتصفيق مدوٍ وفوز في المسابقة.

## بطولة
- برابهو ديفا بدور فيشنو
- غانيش أشاريا بدور جوبي
- كاي كاي مينون بدور جهانجير خان
- سلمان يوسف خان بدور روكي
- دارميش يلاند بدور الدنماركي "د" قريشي
- لورين جوتليب بدور ريا
- بونيت باتاك بدور شاندو
- نورين شاه بدور شاينا
- فروشالي تشافان بدور فروشالي
- بهافانا خاندوجا بدور بهافانا
- بولسون توماس بدور باولي
- الأمير آر غوبتا بدور البسكويت
- مايورش ودكار بدور مايور
- توشار كاليا كراقصة في JDC
- راهول شيتي بدور راهول
- سوشانت بوجاري بدور سوشي
- ميليند واغ بدور أفزال قريشي، والد دي
- بانكاج تريباثي بدور فاردا بهاي
- ماريو فرناندو أغيليرا بدور كريس
- ساجان سينغ
- موهينا سينغ بدور راقصة المسابقات في بداية الفيلم
- كيشور أمان شيتي
- كاريشما تشافان
- جايانت جادكار بدور رجل الشرطة
- ساروج خان في "سايكو ري" (ظهور خاص)
- ريمو ديسوزا في "سايكو ري" (ظهور خاص)
- مانيش بول كمضيف لبرنامج رقصة ديل سي (ظهور خاص)
- براياس شودري بدور فتى غونغرو
- سانجاي جورباكساني كرئيس للقناة
- سجاد حقي بدور سجاد

## الإصدار
تم إصدار الفيلم على ما مجموعه 750 شاشة بما في ذلك 400 شاشة ثلاثية الأبعاد و 350 شاشة ثنائية الأبعاد في الهند. تقدر ميزانية الفيلم (تكلفة الإنتاج) ما بين 120 إلى 420 مليون روبية. مليون.  

### شباك التذاكر
تم افتتاح أيه بي سي دي في الهند بمبلغ 45 روبية. مليون صافي في اليوم الأول. تم جمع ما يقرب من 195 روبية. حقق الفيلم إيرادات صافية بلغت مليون دولار في شباك التذاكر المحلي خلال عطلة نهاية الأسبوع الأولى. بحلول نهاية أسبوعه الأول، حقق الفيلم أكثر من 312 مليون مشاهدة. مليون صافي. حقق الفيلم إيرادات بلغت 425 ألف دولار في الخارج في عطلة نهاية الأسبوع الافتتاحية. 

## الموسيقى التصويرية
تم تأليف موسيقى الفيلم بواسطة الثنائي الملحن ساشين-جيجار. جميع الأغاني كتبها مايور بوري باستثناء Man Basiyo Saanwariyo الذي كان له كلمات بريا بانشال.
على الرغم من أن أغنية "Sun Saathiya" تم تشغيلها كنسخة مبدئية في الفيلم، فقد أعيد استخدامها في التكملة بناءً على الطلب الشعبي وأصبحت رسميًا جزءًا من الموسيقى التصويرية ذات الطابع الموسيقي.

### قائمة التشغيل
كل الألحان من تأليف ساشين-جيغار.
| #  | عنوان                                | المدة |
| -- | ------------------------------------ | ----- |
| 1. | "Shambhu Sutaya"                     | 4:43  |
| 2. | "Bezubaan"                           | 4:42  |
| 3. | "Psycho Re"                          | 4:01  |
| 4. | "Chandu Ki Girl Friend"              | 3:16  |
| 5. | "Man Basiyo Sawariyo"                | 3:48  |
| 6. | "Duhaai"                             | 4:06  |
| 7. | "Sorry Sorry"                        | 3:17  |
| 8. | "Kar Ja Re Ya Mar Ja Re Tu"          | 2:50  |
| 9. | "Sadda Dil Vi Tu (Ga Ga Ga Ganpati)" | 5:27  |

## روابط خارجية
- إيه بي سي دي: أي شخص يستطيع الرقص على موقع IMDb (الإنجليزية)
- إيه بي سي دي: أي شخص يستطيع الرقص على موقع نتفليكس (الإنجليزية)
- إيه بي سي دي: أي شخص يستطيع الرقص على موقع قاعدة بيانات الأفلام العربية
- إيه بي سي دي: أي شخص يستطيع الرقص على موقع فيلمافينيتي (الإسبانية)
- إيه بي سي دي: أي شخص يستطيع الرقص على موقع قاعدة بيانات الفيلم (الإنجليزية)
- إيه بي سي دي: أي شخص يستطيع الرقص على موقع ليتربوكسد (الإنجليزية)
- إيه بي سي دي: أي شخص يستطيع الرقص على موقع كينوبويسك (الروسية)